# Liegi-Bastogne-Liegi 1894
La Liegi-Bastogne-Liegi 1894, terza edizione della corsa, fu disputata il 26 agosto 1894 per un percorso di 223 km. Fu vinta dal belga Léon Houa, giunto al traguardo in 8h52'05" alla media di 25,150 km/h, precedendo i connazionali Louis Rasquinet e René Nulens. 
Dei 42 ciclisti alla partenza coloro che portarono a termine la gara al traguardo di Spa furono 14.

## Ordine d'arrivo (Top 10)
| Pos. | Corridore       | Squadra | Tempo      |
| ---- | --------------- | ------- | ---------- |
| 1    | Léon Houa       | -       | 8h52'05"   |
| 2    | Louis Rasquinet | -       | a 7'00"    |
| 3    | René Nulens     | -       | a 25'00"   |
| 4    | Maurice Garin   | -       | a 43'00"   |
| 5    | Palau           | -       | a 53'00"   |
| 6    | Armand Cardol   | -       | s.t.       |
| 7    | Jos Berchmans   | -       | a 1h11'00" |
| 8    | Dethioux        | -       | a 1h30'00" |
| 9    | Mativa          | -       | a 1h38'00" |
| 10   | Ernest Winkin   | -       | s.t.       |